# Немцева, Нина Борисовна
Нина Борисовна Немцева (1926, Уфа — 2021, Дюссельдорф) — советский и узбекистанский учёный-медиевист, археолог и архитектор-реставратор, кандидат исторических наук (1972).
Ученица М. Е. Массона и Г. П. Пугаченковой. Окончила в 1950 году Среднеазиатский государственный университет (исторический факультет, кафедра археологии). Исследовала архитектурно-археологические памятники среднеазиатского зодчества. На протяжении многих лет руководила раскопками дворцового комплекса эпохи караханидов Рабат-и Малик, вела археологические работы в ансамбле Шахи-Зинда и на городище Афрасиаб (Самарканд), в мавзолеях Сайф ад-Дина Бохарзи (Бухара) и Ходжи Ахмеда Ясави (Туркестан), на других объектах среднеазиатского региона. В конце 1970-х — начале 1980-х годов провела маршрутные разведывательные изыскания в Сырдарьинской и Джизакской областях, необходимые для составления Свода памятников археологии Узбекистана.
Автор 5 книг, нескольких брошюр и около ста пятидесяти научных статей.

## Биография

### Детство и юность
Нина Борисовна Немцева родилась 12 декабря 1926 года в городе Уфе Башкирской АССР в семье служащих. Её отец, Борис Николаевич, работал инженером на железной дороге, мать, Елизавета Павловна, была врачом.
В ранние годы Нина с родителями переехала в Белорецк. Её детство фактически закончилось, когда в 1937 году арестовали отца. Елизавету Павловну с тремя детьми сразу же выселили из ведомственной квартиры. Почти три года, пока шло следствие по делу Бориса Немцева, его семья скиталась по съёмным углам. Белорецк был городом небольшим, и все знали Немцевых как семью врага народа.
Борис Николаевич не дал против себя признательных показаний, и следователи не смогли доказать его вину. Через два года и девять месяцев его освободили «за отсутствием состава преступления», выплатили зарплату за всё время, проведённое в тюрьме, восстановили в ВКП(б). Семья воссоединилась, но ненадолго — началась война. 29 ноября 1942 года в ходе операции «Уран» командир взвода 5-й стрелковой роты 928-го стрелкового полка 252-й стрелковой дивизии лейтенант Б. Н. Немцев погиб в бою у хутора Вертячий (похоронен в посёлке Котлубань).
В юности Нина Борисовна мечтала стать врачом, но война спутала её планы. Семье нужны были дополнительные хлебные карточки, поэтому по настоянию матери она по окончании семилетки в 1941 году поступила в Белорецкое педагогическое училище. Окончив его в 1944 году, почти год преподавала в школе. Когда же война закончилась, Нина Борисовна вновь задумалась о получении высшего медицинского образования. Её выбор пал на Ташкентский медицинский институт.

### Учёба в САГУ
До столицы Узбекской ССР девушка добралась только в начале сентября 1945 года, когда вступительные экзамены в вузы уже закончились. Хотя в ТашМИ ей всё же пошли навстречу, разрешив посещать лекции и сдавать текущие экзамены, о мечте стать врачом пришлось забыть.

А всё из-за того, — вспоминала Нина Борисовна, — что из-за несвоевременного зачисления здесь не полагалось никакой стипендии, а без неё в сложившихся условиях моё существование было просто невозможным и немыслимым…
В Среднеазиатском государственном университете вопрос со стипендией ей удалось решить. Успешно сдав вступительные экзамены, даже по английскому, который она прежде не изучала, Нина Немцева стала студенткой исторического факультета САГУ.
На общем потоке студентов-историков было около 180 человек. В начале второго курса началась специализация. Большинство выбирало более престижные в то время дисциплины — истмат, диамат, политэкономию. Немцеву же заинтересовала археология. Её учителями стали такие выдающиеся учёные как Г. А. Пугаченкова, А. А. Семёнов, И. П. Петрушевский. Но главным на кафедре археологии был профессор М. Е. Массон. Учиться у Михаила Евгеньевича было архисложно.

По причине неприступности, совершенной недосягаемости мы тогда звали его промеж собой не иначе, как Фараон, — вспоминала Нина Борисовна. — Всевластный, очень жёсткий, никто из студентов не смел обращаться к нему иначе, как только через Пугаченкову. Это потом он удивлялся моим работам, а тогда, тем более, на фоне других студентов, в том числе и его сына Вадима, который учился вместе с нами, я была лишь девочкой из Белорецка, окружённого деревянным частоколом. Помню, как он читал нам лекции по пожелтевшим листкам, половину из которой — не слышишь, а половину — ждёшь, пока он разберёт, что там у него написано… А сколько раз мы порывались уйти, оставить кафедру, все, кроме его сына, и как нас уговаривали и декан, и замдекана…
Неудивительно, что к концу второго курса на кафедре осталось только четыре студента — Нина Немцева, Вадим Массон, Хасан Алпысбаев и Евгения Салтовская. Со временем Нина Борисовна привыкла. На протяжении всего периода учёбы она неизменно посещала занятия студенческого научного археологического кружка (СНАК), созданного по инициативе Массона на кафедре археологии истфака. Позднее, уже работая самостоятельно, после завершения каждой экспедиции она непременно приходила к Михаилу Евгеньевичу домой, делилась с ним своими открытиями и находками.
Студенческую практику четыре года подряд Нина Немцева проходила в Южнотуркменской археологической комплексной экспедиции. Студенты осуществляли раскопки в Старой Нисе, резиденции парфянских царей. Нина Борисовна вела работы в квадратном зале, затем ей поручили исследование круглого храма, который стал темой её дипломной работы. В 1948 году археологический отряд САГУ под руководством Елены Давидович первым обнаружил в Старой Нисе культурный слой с многочисленными фрагментами слоновой кости. Вскрыть его тогда помешало Ашхабадское землетрясение. Позднее археологи обнаружили на этом месте и извлекли более 50 уникальных ритонов из слоновой кости. Нина Борисовна, участвовавшая в самых ранних раскопках в Старой Нисе, по праву считает себя сопричастной этой находке.

### Научная деятельность
После окончания САГУ в 1950 году Н. Б. Немцева получила должность археолога в Отделе охраны памятников Управления по делам архитектуры. Руководил отделом Борис Николаевич Засыпкин, которого Нина Борисовна считает своим крёстным отцом в науке. Уже скоро Борис Николаевич доверил молодому археологу самостоятельные раскопки в мавзолее Гур-Эмир. Работая над составлением планировки комплекса, Нина Борисовна раскопала фундамент медресе, затем обнаружила фигурную выстилку полов. Её находки послужили основанием для будущей консервации внутреннего двора и реставрации мавзолея. Большой практический научный опыт Немцева получила также во время проведения раскопок на территории медресе Улугбека в Бухаре.
Работая в дальнейшем в Специальной научно-реставрационной производственной мастерской (1957—1969), отделе археологии Института истории Академии наук Узбекской ССР (1970—1971) и Институте искусствознания имени Хамзы Министерства культуры Узбекской ССР (1971—1988), Нина Борисовна более тридцати лет посвятила изучению архитектурно-археологических памятников Средней Азии, в том числе мавзолея Ходжи Ахмада Ясави в Туркестане, раннесредневековых усадьбы и замка Баба-тепе близ Термеза, мавзолея-ханаки Ходжа-Машад в Шаартузе, мечети Кок-Гумбёз в Ура-Тюбе, мавзолея шейха Муслихиддина в Худжанде.
Особыми вехами в научной деятельности Нины Борисовны Немцевой в этот период стали археологические работы на Афрасиабе (в первую очередь — в ансамбле Шахи-Зинда) и раскопки дворцового комплекса Рабат-и Малик.
Изучению мемориального комплекса Шахи-Зинда она посвятила около 10 лет, в течение которых было сделано немало выдающихся открытий. В частности, в результате проведённых ей работ были обнаружены остатки неизвестных ранее сооружений, в том числе легендарного медресе Тамгач-Бограхана, первого караханидского правителя Мавераннахра. Также на основании археологических исследований Н. Б. Немцевой удалось датировать начало формирования комплекса Кусама ибн Аббаса (начало XI века), являющегося ядром Шахи-Зинды, а обнаруженные ей на юге Афрасиаба древнейшие культурные слои позволили установить время возникновения самого Самарканда (середина первого тысячелетия до новой эры). Таким образом, было доказано, что город существует уже более 2500 лет. В 1977 году архитектором П. Ш. Захидовым, археологом Н. Б. Немцевой и антропологом Т. Ходжановой было проведено исследование склепа двухкупольного мавзолея, который ранее связывали с именем математика и астронома Кази-заде ар-Руми. Проведённые исследования исключили возможность принадлежности мавзолея выдающемуся учёному. По результатам работы на Шахи-Зинде Нина Борисовна написала три книги и целую серию научных статей. Они же легли в основу её кандидатской диссертации (Шахи-Зинда: К истории ансамбля и исторической топографии юга Самарканда: археологические исследования 1959—1969 гг.).
Раскопки комплекса Рабат-и Малик шли со значительными перерывами в работе на протяжении почти 30 лет (1973—1975; 1977; 1997—2001). В течение всего времени проведения работ Н. Б. Немцева являлась их руководителем. Когда в 1973 году исследования только начались, у археологов не было ничего, кроме единственной зарисовки фасада караван-сарая, выполненной австрийским путешественником Александром Леманном в XIX веке. В результате раскопок было установлено, что это не просто типичный среднеазиатский рабат, а нечто большее — огромное крепостное сооружение дворцового типа сложной многодворовой композиции. Нина Борисовна вспоминала:

Считаю это счастьем, что этот объект попал именно в мои руки. Когда мы начали копать по моим расчётам, и тут пошли сначала колонны, затем полуколонны — возникло то чувство открытия, знакомое всем учёным, но, которое, тем не менее, трудно передать словами, оно словно взорвало радостью мозг: как, оказывается, после стольких сомнений, расчёты были сделаны безошибочно верно?
Колонны, полуколонны, отсчитываем пять метров — снова полуколонна, открываем шаг — снова полуколонна, ещё шаг — полуколонна. Архитектор Катенька захлёбывается от восторга: «Нина Борисовна, откуда это вам было известно, откуда вы знаете?». Они не могли знать и понять жёсткой схемы строения дворцовых конструкций того времени. А когда затем взору открылась ротонда, покрытая резным ганчем, стало ясно: это — открытие века…
Планировка внутренней части памятника — роскошные жилые апартаменты, придворная мечеть, огромный банный комплекс, хозяйственные дворы с конюшнями позволили заключить, что это была максимально комфортная для своего времени, хорошо укреплённая двойным кольцом крепостных стен и одновременно помпезная степная резиденция караханидов. В результате проведённых Немцевой исследований в Рабат-и Малике был также получен богатый археологический материал, относящийся к XI—XVIII векам, впервые позволивший проследить динамику развития керамического производства на протяжении столь длительного промежутка времени.
Ещё одним крупным успехом Н. Б. Немцевой стали результаты маршрутных разведывательных изысканий в Сырдарьинской и Джизакской областях, проводившихся в конце 1970-х — начале 1980-х годов для составления Свода памятников археологии Узбекистана. Во время экспедиции был открыт целый торговый путь, который в X-XIII веках входил в систему Великого шёлкового пути. Он проходил через Бухару, Канимех и Нуратинские горы, шёл затем в Голодную степь и до ближайших границ Южного Казахстана, к Чардаре. Вдоль этого пути было обнаружено множество археологических памятников, главным образом караван-сараев, некогда защищённых мощными стенами и обводными валами, наиболее крупный из которых — Каль-тепе — был раскопан.
В трудные перестроечные и постперестроечные годы Нина Борисовна перебивалась тем, что читала лекции в Ташкентском педагогическом институте имени Низами. В середине 1990-х она начала большое исследование в юго-восточной части Бухары, которое продолжила уже в должности старшего научного сотрудника Института истории Академии наук Республики Узбекистан (1999—2003). Объектом её интереса стал комплекс мавзолеев Сайф ад-Дина Бохарзи и Буян-Кули-хана. В ходе проведённых археологических работ на территории комплекса Немцевой установлены точное время и последовательность появления двух рядом стоящих зданий, определено их место в планировке более обширного суфийского комплекса — ханаки Фатхабад, — существовавшего в XIII—XVIII веках, отслежены изменения в архитектуре строений с учётом исторического контекста. На основании полученного археологического материала и привлечённых документов, в том числе вакуфного акта Йахйи (первая половина XIV века), проведена графическая реконструкция ханаки Фатхабад и выделены основные этапы её сложения. Результаты исследования были обобщены Ниной Борисовной в книге «Ханака Сайф ад-дина Бахарзи в Бухаре: к истории архитектурного комплекса». Подчёркивая значимость этого труда, академик Э. В. Ртвеладзе отметил: «книга Н. Б. Немцевой — одно из лучших и редких сейчас исследований об архитектурных памятниках, несомненно, вносит большой вклад в историю архитектуры не только Узбекистана, но и Средней Азии и целом».
Оценивая вклад советских и узбекских историков, археологов, реставраторов в дело спасения и сохранения памятников среднеазиатского зодчества, в том числе и свой личный вклад, Нина Борисовна писала:

Это сегодня трудно поверить, что в те далёкие 50-60-е такие города, как Самарканд, Бухара, были напрочь закрыты для туристов, а ныне считающиеся национальным достоянием объекты были в печальном и запущенном состоянии, большинство — вообще погребены под многометровой толщей земли.

А на тот момент мне казалось, что своей работой я спасаю эти памятники: от забвения, от небытия… Это была долгая и кропотливая трудоёмкая работа по возрождению не только внешнего облика древних шедевров, но и национального духа, самоуважения и чувства собственного достоинства народа, который я полюбила всем своим сердцем.
В 2000-х годах многие архитектурные памятники Средней Азии были включены в список Всемирного наследия ЮНЕСКО. Древние города Узбекистана превратились в настоящую туристическую Мекку. Туристической отрасли республики требовалось большое количество квалифицированных экскурсоводов, и Нина Борисовна на протяжении многих лет читала лекции в Учебно-методическом центре по подготовке гидов для туристов по городам и памятникам Средней Азии в Ташкенте.
Также Нина Борисовна много работала над научными проектами, выступала на конференциях, публиковала научные статьи и книги. Особое внимание она уделяла теме истории реставрации и охраны памятников. Н. Б. Немцева является автором пяти книг, нескольких брошюр и около 150 научных статей, опубликованных в авторитетных советских, узбекских и иностранных научных периодических изданиях.
Жила в Ташкенте, в районе Чиланзар. Умерла 13 июля 2021 года в Дюссельдорфе (Германия).

## Выборочные публикации
- Немцева Н. Б. Археологические раскопки у комплекса Ходжа Ахмада Яссави (1958) // Известия Академии Наук Казахской ССР, серия истории, археологии и этнографии. — 1961. — Вып. 1 (15). — С. 92—104.
- Немцева Н. Б. Раскопки на территории ансамбля Шахи-Зинда в Самарканде // Советская археология : журнал. — 1964. — № 1.
- Немцева Н. Б. Стратиграфия южной окраины городища Афрасиаб // Афрасиаб. — 1969. — Вып. 1. — С. 153—205.
- Немцева Н. Б. Раскопки архитектурного комплекса Ходжа Машад в Саяте на юге Таджикистана // Советская археология : журнал. — 1969. — № 3. — С. 25—63.
- Немцева Н. Б. Медресе Тамгач Богра-хана в Самарканде // Афрасиаб. — 1974. — Вып. 3. — С. 99—144.
- Немцева Н. Б. Новая интерпретация так называемого мавзолея Казы-заде Руми в ансамбле Шахи-Зинда // Советская археология : журнал. — 1981. — № 4. — С. 126—140.
- Немцева Н. Б. Караванными дорогами Голодной степи // Вехи времён : альманах. — 1989. — С. 40—46.
- Немцева Н. Б. Царская крепость в Бухарской степи: (Рабат-и Малик, XI-XII в.) // История материальной культуры Узбекистана. — 2002. — Вып. 33. — С. 227—242. — ISSN 0135-1672.
- Немцева Н. Б. Машады в мусульманском мире // История материальной культуры Узбекистана. — 2008. — Вып. 36. — ISSN 0135-1672.